# Stomatocalyceae
Stomatocalyceae es una tribu de plantas perteneciente a la familia  Euphorbiaceae. Comprende 2 subtribus y 4 géneros.
Subtribu Hamilcoinae
Hamilcoa
Nealchornea
Subtribu Stomatocalycinae
Pimelodendron (también Stomatocalyx)
Plagiostyles